# Iglesia de Pompei

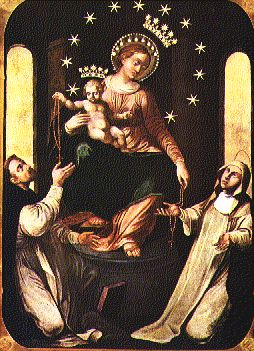
Imagen de la "Madonna di Pompei", a la que es dedicada la Iglesia de Pompei

La Iglesia de Pompei es una iglesia construida alrededor de 1968 en Caracas para la comunidad italiana.

## Características
La Iglesia pertenece a la Arquidiócesis de Caracas y es considerada una "Iglesia de comunidad" (llamadas también "Parroquias personales").

La iglesia es un cuadrado de 25 metros por lado, más el altar mayor y los dos altares laterales. Todo el edificio está sostenido por cuatro columnas puestas en las cuatro esquinas. El edificio presenta una bóveda autoportante parabólica.De lado a la fachada hacia el sur se levanta un alto campanario. En la cumbre lleva un gran cruz iluminada. El campanario está sostenido con cabezales y vigas de riostra adecuadas y unidas a toda la estructura en concreto de la iglesia.

Los trabajos de la iglesia empezaron en 1967 y terminaron en 1969. El arquitecto fue Domenico Filippone (que hizo también la Casa de Italia, recibiendo la condecoración de la "Orden de Miranda"), mientras que el ingeniero estructuralista fue Giorgio Bruttini. El estilo arquitectónico es completamente moderno y se amalgama perfectamente dentro de la abundante vegetación de la "Alta Florida" (la iglesia se encuentra a menos de un km del "Country Club" de Caracas).
El altar mayor tiene un Cristo resucitado  (creado por el escultor Aldo D'Alamo), que domina el interior de la iglesia. La iglesia se encuentra ubicada al lado de una escuela con el mismo nombre, con cursos en italiano y español, dirigida por los "Padres Escalabrinianos".
En el 2010 la Iglesia de Pompei ha sido incluida en el "1er Censo del Patrimonio Cultural Venezolano", llevado a cabo por el "Instituto del Patrimonio Cultural" de Venezuela.
Actualmente la principal comunidad de Italianos en Venezuela es la de Caracas, que cuenta como principales puntos de congregación la Iglesia de Pompei en la Alta Florida, la Casa de Italia con la Plaza Italia (especialmente en la segunda mitad del siglo XX) y ahora el "Centro Italo-Venezolano"